# Élection législative de 1973 à Wallis-et-Futuna
Les élections législatives françaises de 1973 se déroulent le 4 mars 1973. Dans le territoire du Wallis-et-Futuna, un député est à élire dans le cadre d'une circonscription.

## Élus
| Circonscription        | Député sortant | Parti | Parti | Député élu ou réélu | Parti | Parti |
| ---------------------- | -------------- | ----- | ----- | ------------------- | ----- | ----- |
| Circonscription unique | Benjamin Brial |       | UDR   | Benjamin Brial      |       | UDR   |

## Résultats

### Résultats à l'échelle du territoire
|                       | Union des démocrates pour la République | 1 740 | 56,29  | 1 |  |  |
|                       | Divers droite                           | 1 351 | 43,71  | 0 |  |  |
|                       | Union des républicains de progrès       | 3 091 | 100,00 | 1 |  |  |
|                       |                                         |       |        |   |  |  |
| Inscrits              | Inscrits                                | 3 411 | 100,00 | 1 |  |  |
| Abstentions           | Abstentions                             | 302   | 8,85   |   |  |  |
| Votants               | Votants                                 | 3 109 | 91,15  |   |  |  |
| Blancs et nuls        | Blancs et nuls                          | 18    | 0,58   |   |  |  |
| Exprimés              | Exprimés                                | 3 091 | 99,42  |   |  |  |
| Source : Data.gouv.fr |                                         |       |        |   |  |  |

### Résultats par circonscription
| | Benjamin Brial sortant réélu | UDR (URP)      | 1 740 | 56,29  |  |  |  |
| | Hervé Loste                  | Divers droite  | 1 351 | 43,71  |  |  |  |
| |                              |                |       |        |  |  |  |
| Inscrits | Inscrits                     | Inscrits       | 3 411 | 100,00 |  |  |  |
| Abstentions | Abstentions                  | Abstentions    | 302   | 8,85   |  |  |  |
| Votants | Votants                      | Votants        | 3 109 | 91,15  |  |  |  |
| Blancs et nuls | Blancs et nuls               | Blancs et nuls | 18    | 0,58   |  |  |  |
| Exprimés | Exprimés                     | Exprimés       | 3 091 | 99,42  |  |  |  |
| Source : France, Ministère de l'intérieur. Les Elections législatives . Métropole., la Documentation française, 1974 (lire en ligne) |                              |                |       |        |  |  |  |